# INSPIRE
Az INSPIRE (Infrastructure for Spatial Information in the European Community), magyarul az Európai Közösségen belüli térinformációs infrastruktúra az Európai Parlament és az Európai Tanács irányelve a téradatok európai egységes kezelését biztosító infrastruktúra létrehozásához, amely segíti a környezetvédelemmel kapcsolatos adatokhoz való könnyebb hozzáférést és támogatja a fenntartható fejlődést.